# Генн-Каарел Геллат
Генн-Каарел Геллат (*5 квітня 1932, Вільянді — 13 жовтня 2017) — естонський критик і письменник.

## Життєпис
Геллат народився в 1932 році в сім'ї офіцера Юрі Геллата, якого НКВД затримало після радянізації Естонії та в 1942 році стратило в Норильську. З 1939 по 1941 рік Геллат навчався в Таллінні і з 1941 по 1948 рік — у Вільянді. Далі було ще кілька шкільних років у Тарту, перерваних військовою службою в Радянській Армії. Після кількох років державної служби з 1958 по 1961 рік він вивчав право в Тартуському університеті, але не завершив навчання.
Після цього він спочатку працював випадковим робітником, а в 1968 році поїхав до Таллінна. Тут він до 1975 року був редактором журналу Küsimused ja vastused («Питання і відповіді»). З 1975 по 1983 рік жив як вільний автор у Тарту, після чого два роки працював у культурній газеті Sirp. Після 1985 року він обіймав різні пости в естонській літературній сцені. З 1975 року Геллат був членом Спілки письменників Естонії.

## Літературна творчість
У 1960-х роках Геллат почав писати вірші і опублікував свій перший вірш у 1969 році в газеті Noorte Hääl («Голос молоді»). Проте його дебют відбувся в 1973 році прозовою збіркою, що містить науково-фантастичні оповідання та детектив. Критика побачила паралель з антигероями в Eнн Ветемaa. Цим жанрам Геллат залишався вірним і в інших своїх прозових творах. Найбільшу увагу привернув його науково-фантастичний роман у двох частинах «Світ жінок» (1976, 1978). Тут представлений світ, у якому людство організоване на зразок бджіл, тобто чоловічі представники служать тільки для розмноження. Вони ні на що інше не годяться, тому співвідношення між чоловіком і жінкою приблизно 1:500. Критики відзначали паралелі твору з думками Емі Беекман щодо емансипації жінок.
Геллат опублікував ще кілька томів поезії, а пізніше виступив переважно як критик і автор мемуарів (5 томів, 2002—2008).